# Saint-Élix-Séglan
Saint-Élix-Séglan là một xã thuộc tỉnh Haute-Garonne trong vùng Occitanie tây nam nước Pháp. Xã này nằm ở khu vực có độ cao trung bình 327 mét trên mực nước biển.
Lâu đài Saint-Élix-Séglan là một lâu đài thế kỷ 14-17 đã được Bộ Văn hóa Pháp xếp hạng vào danh sách di tích lịch sử.